# Siarcza Łąka (stacja kolejowa)
Siarcza Łąka – zlikwidowana w 1973 roku wąskotorowa stacja kolejowa w Siarczej Łące na linii kolejowej Myszyniec – Grabowo Wąskotorowe, w powiecie ostrołęckim, w województwie mazowieckim, w Polsce.